# اضطهاد الشيعة الكشميريين
يتميز تاريخ التشيع في كشمير بالصراع والفتنة على مدى أكثر من نصف ألف عام. وقعت حوادث العنف الطائفي في كشمير تحت حكم ميرزا حيدر دوغلات، تلاها المغول (1586-1752)، الأفغان (1752-1819)، السيخ (1819-1845) ودوغرا (1846-1947). نجح مجتمع شيعي صغير في البقاء على قيد الحياة في كشمير حتى اليوم.

## خلفية
في عام 1381 م، بعد غزو تيمور لإيران، وصل مير سيد علي الهمداني، صوفي إيراني إلى كشمير مع عدد كبير من التلاميذ والدعوة للإسلام. غرس حب أهل البيت في نفوس المتحولين الجدد، وكتب العديد من الكتب والمنشورات. تم تقديم المذهب الشيعي بشكل صحيح من قبل مير شمس الدين العراقي الذي ينتمي إلهامه الروحي سيد محمد نور بخش إلى الطريقة الصوفية لمير سيد علي حمداني وكان له قاعدة أتباع ضخمة في إيران وقندهار وكابول وكشمير. وصل مير شمس الدين إلى كشمير عام 1481 م ثم عاد إلى إيران. بعد عشرين عامًا في عام 1501 م، جاء إلى كشمير مرة أخرى مع 700 من الصوفيين الشيعة والعلماء والمبشرين. في عام 1505 م، تحول ملك أسرة شاه مير إلى الشيعة وكذلك فعلت عشيرة تشاك في كشمير. سافر مير شمس الدين العراقي في وديان جبال الهيمالايا ونشر المذهب الشيعي من سكاردو إلى التبت، وحول الآلاف من الهندوس والبوذيين إلى الشيعة. في عام 1586 م، اندمجت كشمير مع إمبراطورية المغول. عين المغول ضباطًا موهوبين وساهموا بشكل كبير في الحياة الثقافية والاقتصادية لكشمير. في عام 1753 م، غزا أحمد شاه العبدلي كشمير، الذي حكم أحفاده كشمير حتى خسروها أمام السيخ في عام 1819 م. أصبح وادي كشمير تحت حكم دوجرا بموجب معاهدة أمريتسار الموقعة بين البريطانيين ومهراجا جولاب سينغ من جامو عام 1846.
بحسب المعجم البريطاني لكشمير عام 1873:«عدد السنة يفوق عدد الشيعة بكثير. . . من الأخير قيل أنه لا يوجد سوى ألف منزل، يبلغ عددهم حوالي خمسة أو ستة آلاف نسمة. . . تم العثور عليها بشكل رئيسي في زاديبال، على بعد حوالي اثنين من كوس إلى الشمال من سريناغار، في ناندابور وحسان آباد، بالقرب من بحيرة المدينة. على الرغم من قلة عدد رجال هذه الطائفة، إلا أنهم يشكلون الجزء الأكثر نشاطًا وعملًا ورفاهية في المجتمع المحمدى. إن أفضل عمال صناعة الورق وصناع الشالات في سريناغار هم من الشيعة، وينتمي بعض أغنى الرجال في المدينة إلى تلك الطائفة.»

## الحوادث

### الدورة الأولى
في عام 1532 م، أرسل السلطان سعيد خان جيشا بقيادة ميرزا حيدر دوغلات هاجم بلتستان ولداخ من كاشغر. تعرض لهزيمة عسكرية وبعد وفاة سعيد خان، انضم إلى الملك المغولي همايون في أجرا. عاد إلى كشمير عام 1540 م، برفقة 400 جندي من المغول، بدعوة من أحد الفصيلين المتنافسين اللذان قاتلا باستمرار من أجل السلطة في كشمير. وضع حدًا لحكم تشاك. كانت فترة حكمه مليئة بالإرهاب ولم يكن أمام الشيعة خيار سوى ممارسة التقية. سأل رأي علماء السنة في كتاب، فقه الأهوات لسيد محمد نوربخش، والذي أعلن أنه بدعة. كتب ميرزا دغلات:
«لقد أرجع العديد من سكان كشمير الذين كانوا متعلقين بشدة بهذه الردة، سواء أكانوا يريدون ذلك أم لا، إلى الإيمان الحقيقي، وكثير منهم قتلوا. لجأ عدد منهم إلى الصوفية لكنهم ليسوا صوفيين حقيقيين، وليس لهم سوى الاسم.»أدت سياسة ميرزا للتمييز الديني إلى تسريع انحداره. أدى ذلك إلى اندلاع انتفاضة شاملة واغتيل دغلات بنهاية العام نفسه وأعيد حكم تشاك.

### الدورة الثانية
في عام 1554، اشتبك جندي شيعي يوسف منداف مع رجل دين سني قاضي حبيب الله الخوارزمي بعد مجادلات دينية. أصيب قاضي بجروح خطيرة. ومع ذلك، نجا القاضي وتعرض يوسف للرجم على عجل حتى الموت من قبل قاضٍ سني لمحاولته قتله. وطالب الشيعة باحترام العدالة ومعاقبة من أصدر قرار رجم يوسف حتى الموت. قتل ميرزا مقيم، مبعوث أكبر، قاضي موسى وملا يوسف، مما أدى إلى توترات بين الطائفتين.
حدث صدام طائفي عنيف في عام 1568، مما أدى إلى توترات بين حاكم كشمير وأكبر. في عام 1585 م، طالب الحاكم يعقوب شاه تشاك أن يرفع السنة شعارات شيعية، مما خلق الانقسام. أتاح هذا لإمبراطورية المغول فرصة مثالية لمهاجمة كشمير. ميرزا قاسم خان ضم كشمير إلى إمبراطورية المغول. انتهى حكم تشاك وأخيراً في عام 1589، مدد الملك المغولي أكبر حكمه ليشمل كشمير.

### الدورة الثالثة
بحلول نهاية القرن السادس عشر، كتب القديس السني الشهير أحمد السرهندي (1564 - 1624) أطروحة بعنوان «رد روافض» لتبرير ذبح عبد الله خان أوزبكي للشيعة في مشهد. في هذا يقول:«وبما أن الشيعة أجازوا سب أبي بكر وعمر وعثمان وإحدى الزوجات العفيفات ، وهو في حد ذاته كفر، فإنه يقع على الحاكم المسلم، لا على الناس جميعًا، تنفيذا لأمر الملك العليم (الله) بقتلهم وظلمهم من أجل رفع الدين الحنيف. يجوز هدم مبانيهم والاستيلاء على ملكياتهم وممتلكاتهم.»كان إتقاد خان، الذي شغل منصب الحاكم لمدة أحد عشر عامًا، طاغية لا يرحم. لقد عامل الشيعة بمنتهى القسوة. كان القديسون النقشبنديون خواجة خواند محمود وتلاميذ أحمد السرهندي يكرهون الشيعة. أثناء حكم ظفر خان الأول، في عام 1636 م، بينما كان الناس يقطفون الثمار، بدأ الجدال بين الشيعة والسنة وتصاعد إلى هجوم شامل على الأحياء الشيعية.

### الدورة الرابعة

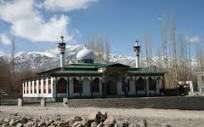
إمامبارا زاديبال هو أول إمامبارا شيد في وادي كشمير من كاجي تشاك، الوزير في نظام السلطان محمد، في عام 1518.

في عام 1684 م، بدأ الطراج الرابع بمسألة مالية بين رجل الأعمال الشيعي عبد الشكور وسني يدعى صادق. وزُعم أن عبد الشكور أهان الصحابة وأصدر رجل دين محلي فتوى ضده. هاجم الغوغاء السنة حي حسن آباد الشيعي للعقاب الجماعي. عرض عليه المحافظ إبراهيم خان الأمن وحاول السيطرة على الوضع، لكن رجال الدين السنة تمكنوا من جلب مليشيات من رجال قبائل البشتون السنية من كابول. وأجبروا الوالي على تسليم رجل الأعمال الشيعي وابنيه وصهره إلى الغوغاء لإعدامهم دون محاكمة. حاول رجل الدين السني الملا محمد طاهر المفتي إيقاف الغوغاء، لكن النار أضرمت في منزله أيضًا. كما تم القبض على أحد الشخصيات الشيعية البارزة، بابا قاسم، من قبل الميليشيات الغازية، وتعرض للإذلال والتعذيب حتى الموت. وأضرمت النيران في قصر المحافظ إبراهيم خان. حاولت الدولة السيطرة على أعمال الشغب وعوقب بعض الجناة بالإعدام. أبعد الإمبراطور أورنجزيب إبراهيم خان من منصب الحاكم وأطلق سراح الجناة السنة. يوصف هذا الحادث بأنه أسوأ صدام طائفي بين المسلمين خلال حكم أورنجزيب.

### الدورة الخامسة
في عام 1719 م، تولى الإمبراطور محمد شاه عرش دلهي. مُنح رجل الدين الملا عبد النبي، المعروف أيضًا باسم مهتوي خان، وضعًا خاصًا لشيخ الإسلام من قبل الإمبراطور. غير محمد شاه سياسته وحرم الملا من السيادة الخاصة واستعاد جاكر. قرر إحداث الفوضى من خلال تنظيم حملة كراهية ضد الهندوس والشيعة. أدت هذه القضية إلى أعمال شغب، وبدأ المتعصبون من السنة بمهاجمة ممتلكات الهندوس والشيعة، واستخدمت الشرطة القوة لحمايتهم. في غضون ذلك، قُتل الملا عبد النبى وانتشرت شائعات عن تآمر مسؤول شيعي على اغتياله. هاجم أنصار الملا، بقيادة نجله شرف الدين، حي زاديبال الشيعي. ساد الفوضى لمدة عامين حتى دخلت حتى دخلت قوة مغولية كبيرة كشمير من لاهور في عام 1722 تحت حكم عبد الصمد خان وقتل زعيم المتمردين شرف الدين. كتب نورمان هوليستر:«ذهب المسلمون مرة أخرى إلى حي الشربلي للانتقام من الدم. هذا الحي كان يسكنه الشيعة. هناك بدأوا في الارتباط والقتل والحرق. لمدة يومين، استمر القتال، لكن المهاجمين انتصروا بعد ذلك. قُتل ألفان أو ثلاثة آلاف شخص، من بينهم عدد كبير من الرحالة المغول، مع زوجاتهم وعائلاتهم. تم نهب ممتلكات بقيمة لك واحتدمت الحرب لمدة يومين أو ثلاثة أيام.»

### الدورة السادسة
في 1741 - 1745 م، كان هناك تمرد ضد الحاكم المغولي عناية الله. بعد غزو نادر شاه لدلهي، تمرد النائب أبو بركات خان على سيده وأعلن نفسه ملكًا مستقلاً، وقتل عناية الله عام 1741. عين الإمبراطور المغولي أسد يار خان حاكماً لكشمير. أدى ذلك إلى تمرد بقيادة دير الله بيك مع بعض الجنود الشيعة. انتقاما، ارتكب أبو بركات خان فظائع ضد المدنيين الشيعة في سريناغار.

### الدورة السابعة
في 1762 - 1764 م، قام حاكم كشمير الأفغاني بولاند خان بامزاي باضطهاد الشيعة. في ظل حكم أمير خان جوان شير، الذي دعم الشيعة، بمجرد انتشار الشائعات بأن بعض الشيعة قد نقلوا ملاحظات سلبية عن الولي الصوفي حبيب الله النشري. هاجم حشد من السنة الغاضبين حي زاديبال وأحرقوا منازل تابعة للشيعة. أمر بولاند خان باعتقال الشيعة المتهمين بالتجديف. في عام 1765، عوقب رجل الدين الشيعي حافظ عبد الله بقطع رأسه لدعوة الشيعة. في عام 1788، عندما ذهب الحاكم آنذاك جمعة خان الأوزاي إلى كابول لمساعدة الأمير تيمور، اندلعت أعمال شغب طائفية.

### الدورة الثامنة
في عام 1803 م، اندلعت اشتباكات عنيفة بين الشيعة والسنة. يلاحظ المعجم البريطاني:«في زمن الباثان، لم يُسمح للشيعة بسن إحياء محرم. في زمن عبد الله خان، الذي استقل عن سيده في كابول، حاولوا الإحياء، لكنهم تعرضوا للاعتداء والنهب وحرق منازلهم؛ تم جمع حوالي 150 منهم (لأنه كان هناك عدد قليل جدًا في المدينة)، وثقب أنوفهم، وتمر خيط واحد بينهم جميعًا، وبالتالي تم ربطهم معًا، وتم جعلهم يتجولون في الأسواق.»

### الدورة التاسعة
احتل السيخ كشمير عام 1819. كان هذا هو الوقت الذي كان فيه سيد أحمد باريلفي، الذي اشتهر فيما بعد بحربه ضد إمبراطورية السيخ، يزور بلدات طائرات شمال الهند مع مئات المبشرين للتبشير ضد المعتقدات والممارسات الشيعية. دمر سيد أحمد التعزية مرارًا وتكرارًا، الأمر الذي أدى إلى أعمال شغب وفوضى لاحقة. منذ عهد الإمبراطور أورنكزيب، كان من المفترض أن يوفر الشيعة السجاد الجديد كل عام لمسجد سريناغار الجامع. ووقع اشتباك عنيف خلال فترة حكم ولاية بهيما سينغ أردالي. في عام 1831 م، أضرمت النيران في ضاحية زاديبال الشيعية. يلاحظ المعجم البريطاني:«في زمن الوالي باما سينغ حاول الشيعة إحياء المحرم، لكن السنة الغاضبين سقطوا عليهم وقتلوا خمسة عشر منهم ونهبوا ممتلكاتهم. وانسحب التجار الفارسيون، الذين كان عددهم مائتين أو ثلاثمائة، من كشمير ولم يقيموا هناك منذ ذلك الحين.»في مايو 1831، قُتل سيد أحمد باريلفي في بالاكوت أثناء محاولته دخول كشمير.

### الدورة العاشرة
في عام 1872 م، نُظمت هجمات وحشية ضد الشيعة في عهد دوجرا راجا رانبير سينغ. وتركز العنف المرير حول نزاع على ضريح لكن في الخلفية لا يمكن تجاهل الصراع الاقتصادي بين الشيعة والسنة. سيطر النساجون الشيعة في زاديبال على سوق الشال بالأقمشة عالية الجودة التي كانوا ينتجونها. ويروي المعجم البريطاني أعمال الشغب على النحو التالي:«واستمرت الاضطرابات بعد ذلك لأكثر من أسبوع، وتحدت لبعض الوقت جهود الوالي الذي دعا إلى مساعدة القوات؛ تم تحويل مناطق بأكملها إلى أكوام من الخراب المشتعلة؛ وتم تعليق العمل بالكامل لبعض الوقت، وأصبح جزء كبير من المدينة مهجورًا. فر الشيعة في كل اتجاه، بعضهم بحثًا عن الأمان في الجبال المجاورة، بينما بقي آخرون في المدينة في أماكن سرية. وجد العديد من نساء وأطفال الشيعة ملاذًا من أيدي إخوانهم في الدين الغاضبين في منازل الجزء الهندوسي من المجتمع. عندما تمت استعادة النظام بشكل مطول، تم القبض على قادة الشغب وسجنهم، بالإضافة إلى المئات أو الآلاف، كما يقال، من السكان الأكثر فقرًا.»

## العصور الحديثة
حظرت حكومة جامو وكشمير مواكب الحداد الرئيسية منذ التسعينيات عندما تصاعد التمرد في الولاية. يُسمح بالمواكب الصغيرة في بعض الجيوب الشيعية في الولاية، بما في ذلك مقاطعات بارامولا، وكولغام، وليه، وكارجيل.
في سيناريو ما بعد 11 سبتمبر، عاد الإرهاب الطائفي إلى الظهور في كشمير. فيما يلي بعض الحوادث الوحشية الأخيرة:
- 3 نوفمبر 2000: اغتيال آغا سيد مهدي في بودغام.[28]
- 27 ديسمبر / كانون الأول 2009: تفجير انتحاري على تجمع شيعي في مظفر أباد في كشمير الخاضعة للإدارة الباكستانية خلف 10 قتلى و 65 جريحاً.[29][30]
- 15 فبراير 2017: محاولة اغتيال رجل دين شيعي وزوجته في مظفر أباد في كشمير الباكستانية.[31]

## روابط خارجية
- تاراج الشيعة